# Макановичи (остановочный пункт)
Макановичи (бел. Мака́навічы) — остановочный пункт Гомельского отделения Белорусской железной дороги в Речицком районе Гомельской области Беларуси. Расположен в деревне Макановичи, на линии Василевичи — Хойники, между остановочным пунктом Защобье и остановочным пунктом Избынь.

## Расписание
Поезда соединяют Макановичи с такими станциями и населёнными пунктами как Василевичи, Хойники, Гомель-Пасс.. 
Согласно расписанию, последняя электричка (пригородный поезд) отправляется в 23 ч 19 м до пункта назначения Хойники. 
Ближайшие станции и остановочные пункты Избынь, Защобье.

## Остановочные пункты
| Предыдущая станция | Белорусская железная дорога | Следующая станция |
| ------------------ | --------------------------- | ----------------- |
| Защобье            | Василевичи — Хойники        | Избынь            |